# 卡洛·加林贝蒂
卡洛·加林贝蒂（義大利語：Carlo Galimberti，1894年8月2日—1939年8月10日），意大利男子举重运动员。他曾代表意大利参加1924年、1928年、1932年和1936年夏季奥林匹克运动会举重比赛，共获得一枚金牌和二枚银牌。